# 세계 자전거의 날

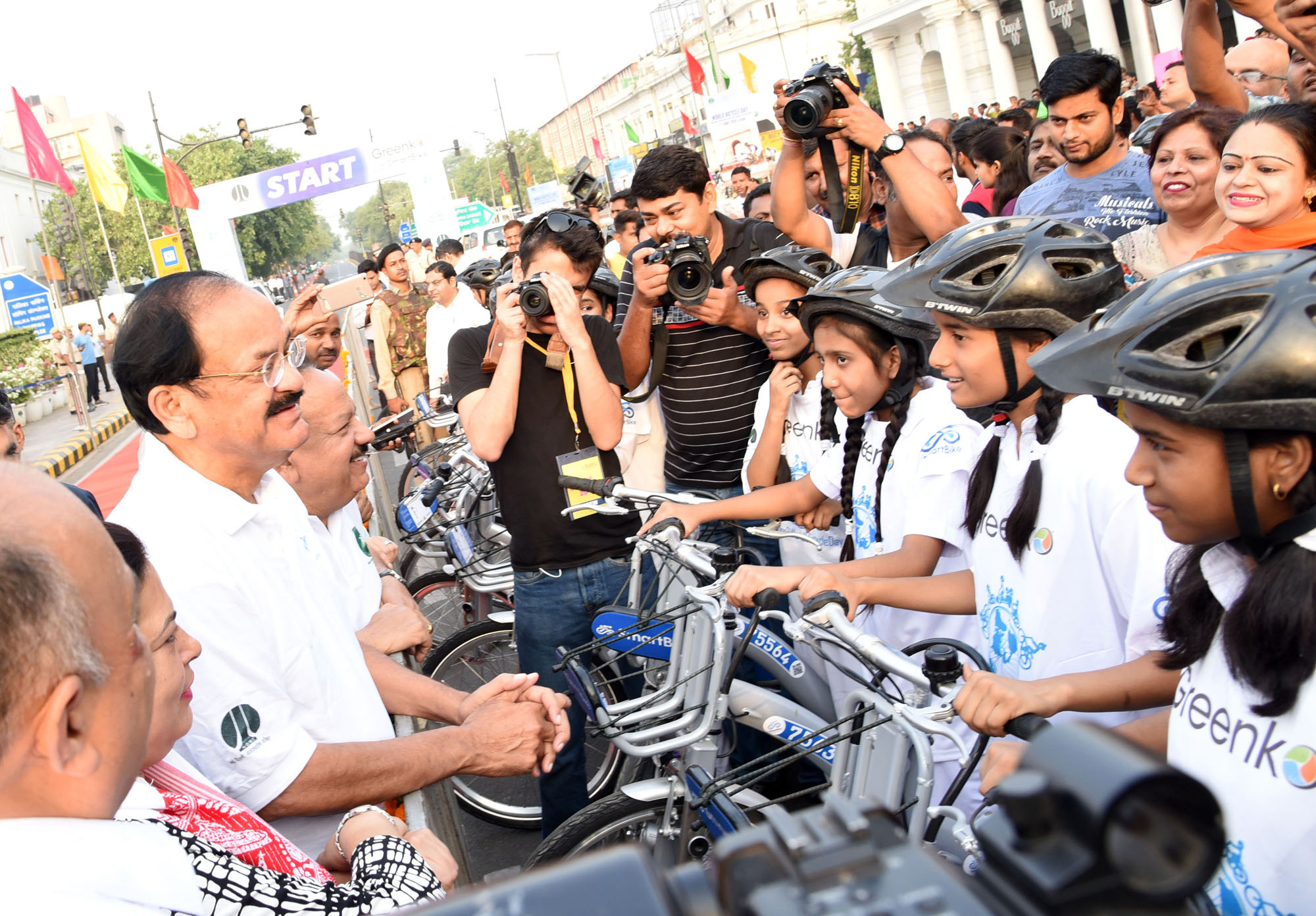
2018년 세계 자전거의 날을 맞은 자전거 랠리.(뉴델리)

2018년 4월, 유엔 총회는 6월 3일을 세계 자전거의 날(World Bicycle Day)로 선포했다. 세계 자전거의 날 결의안은 "2세기 동안 사용되어 온 자전거의 독특함, 수명, 다용도성, 그리고 단순하고 저렴하며 신뢰할 수 있고 깨끗하며 환경에 적합한 지속 가능한 운송 수단"을 인정한다....

## 창립
미국에서 활동하는 폴란드 사회과학자 레첵 시빌스키(Leszek Sibilski) 교수는 세계 자전거의 날을 위한 UN 결의안을 홍보하기 위해 사회학 수업과 함께 풀뿌리 캠페인을 주도했고, 결국 투르크메니스탄을 비롯한 56개국의 지지를 얻었다. 원래 UN 청백색 #June3WorldBicycleDay 로고는 아이삭 펠트(Isaac Feld)가 디자인했으며 관련 애니메이션은 존 E. 스완슨(John E. Swanson) 교수가 제작했다. 그것은 전 세계를 달리는 다양한 유형의 자전거 운전자를 묘사한다. 로고 하단에는 해시태그 #June3WorldBicycleDay가 있다. 주요 메시지는 자전거가 모든 인류의 것이며 인류에게 봉사한다는 것을 보여주는 것이다.

## 의미
세계 자전거의 날은 남녀노소를 불문하고 모든 사람이 함께 즐길 수 있는 특별한 날이다. 인간의 진보와 발전의 상징인 자전거는 "관용, 상호 이해 및 존중을 [촉진]하고 사회적 통합과 평화 문화를 [촉진]한다." 더 나아가 자전거는 "지속 가능한 운송의 상징이며 지속 가능한 소비와 생산을 촉진하기 위한 긍정적인 메시지를 전달하며 기후에 긍정적인 영향을 미친다."
세계 자전거의 날은 이제 제1형 및 제2형 당뇨병 환자의 건강한 생활방식을 장려하는 것과 관련이 있다.